# (117086) Lóczy
(117086) Loczy  es un asteroide perteneciente al cinturón de asteroides, descubierto el 8 de junio de 2004 por Krisztián Sárneczky y Gyula M. Szabó desde la Estación Piszkéstető, en Hungría.

## Designación y nombre
Loczy se designó inicialmente como 2004 LZ23.
Más adelante fue nombrado en honor al geólogo húngaro Lajos Lóczy (1849-1920).

## Características orbitales
Loczy orbita a una distancia media del Sol de 3,1192 ua, pudiendo acercarse hasta 2,8720 ua y alejarse hasta 3,3665 ua. Tiene una excentricidad de 0,0792 y una inclinación orbital de 21,5828° grados. Emplea en completar una órbita alrededor del Sol 2012 días.

## Características físicas
Su magnitud absoluta es 14,8. Tiene 6,141 km de diámetro. Su albedo se estima en 0,068.